# Ardaneer
Ardaneer (irisch Ard Inbhir; Ardimur) war ein Tochterhaus des Benediktinerklosters Glastonbury (Somerset) in Irland. Ardimur wird auch als Ardinuir oder Ardiniur gelesen, Hodder Westropp führt die Form Ardinowyr auf.
Ardaneer und Kilcommon (Co. Tipperary) waren die einzigen irischen Gründungen der Abtei von Glastonbury in England. Kilcommon (Kilcumin) wurde durch Philip von Worcester (Philippus de Wigornia), dem Constable von Irland unter Heinrich II. (England), Ardaneer in Ocunild um 1200 durch Willelmus de Burgo (de Burgh/Burke) gestiftet.
Nach Johannis Glastoniensis stattete Wilhelm das Kloster mit „multis viculis circumjacibentus, eclesiis et capellis, cum bosco et plano in viis et in semitis, in pratis, pascuis moris, montanis et mariscis, forestis, venatibus, warennis et cunigeris, cum foris et nundinis“ aus. Das Kloster war der Ehre Gottes und der Heiligen Jungfrau geweiht.
Der erste Abt, Richard (Ricard), kam aus Glastonbury. Er wird auch in einer weiteren Charta Wilhelms genannt, die ihn in Verbindung mit Herilocher (vielleicht Iar Luachair in Kerry) bringt.
Die Lokalisierung von Ocunild (auch Ocunald, Hearne hat die Schreibung Ocymild) ist umstritten. Wilhelm de Burgo hatte Landbesitz in Limerick und Tipperary. Vermutlich lag das Kloster auf einer Insel in der Nähe von Loghill (Leamkaill). Auch Drumawillin bei Ballycastle in Antrim wurde als Ardimur identifiziert. Brooks liest Ocunild als Uí Conaill, das Kloster hätte demzufolge im Kirchspiel Shanagolden (Co. Limerick) gelegen.
Vermutlich ging das Kloster nach dem Tode von Wilhelm 1206 ein, nach welchem keine weiteren urkundlichen Erwähnungen nachweislich sind.